# بوگنه رازباشی
رازباشی، روستایی از توابع بخش بیرانوند شهرستان خرم‌آباد در استان لرستان ایران است

## جمعیت
این روستا در دهستان بیرانوند شمالی قرار دارد و براساس سرشماری مرکز آمار ایران در سال ۱۳۸۵، جمعیت آن ۱۴۰ نفر (۳۱خانوار) بوده است.